# With One Look
With One Look (Con Uno Sguardo) è una canzone del musical Sunset Boulevard di Andrew Lloyd Webber.

## La canzone
La canzone introduce il personaggio di Norma Desmond nell'incontro con Joe Gillis.
Con la canzone Norma racconta di come potesse evocare ogni emozione con uno sguardo, e di come fosse stata la più grande attrice del Cinema muto.
La canzone non presenta particolari difficoltà, se non per l'acuto finale, e può essere facilmente cantata da una donna con una tessitura da mezzosoprano.
La canzone inizia con un recitativo (Once Upon A Time), spesso eliminato nelle versioni in concerto, e sostituito con un breve preludio che riprende ed anticipa la melodia della canzone. 
Nell'edizione originale londinese con Patti LuPone la canzone era preceduta da un altro recitativo, intitolato "There Was A Time".

## Gli interpreti
Oltre alle cantanti che hanno interpretato il ruolo di Norma a teatro (tra le quali Patti LuPone, Elaine Paige, Glenn Close, Betty Buckley, Rita Moreno, Diahann Carroll, Petula Clark e Kathryn Evans), la canzone è stata cantata da Barbra Streisand, Michael Ball e da tanti altri grandi artisti non solo del mondo del musical.
Sarah Brightman ha cantato una versione della canzone tradotta in italiano, intitolata "Guardami".